# 蘇多斯季河
蘇多斯季河是歐洲東部的河流，位於俄羅斯的布良斯克州和烏克蘭的切爾尼戈夫州，屬於傑斯納河的右支流，河道全長208公里，流域面域5,850平方公里，河流在11月至4月結冰，河畔城鎮有波切普。